# Pyrrhoplectes epauletta
Il ciuffolotto nucadorata (Pyrrhoplectes epauletta (Hodgson, 1836)) è un uccello passeriforme appartenente alla famiglia Fringillidae: esso rappresenta l'unica specie ascritta al genere Pyrrhoplectes Hodgson, 1844.

## Etimologia
Il nome scientifico del genere, Pyrrhoplectes, deriva da Pyrrhula (nome scientifico dei ciuffolotti, cui si somma plectes ("tessitore", dal greco πλεκω/plekō, "intrecciare"), mentre il nome della specie, epauletta, è una latinizzazione del francese épaulette, spallina.

## Descrizione

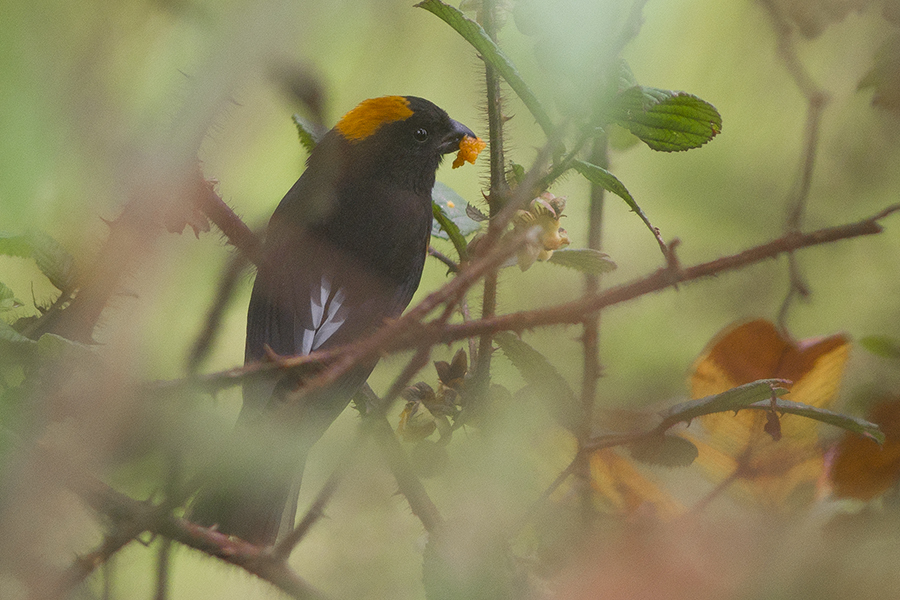
Maschio si alimenta fra la vegetazione nel Sikkim.

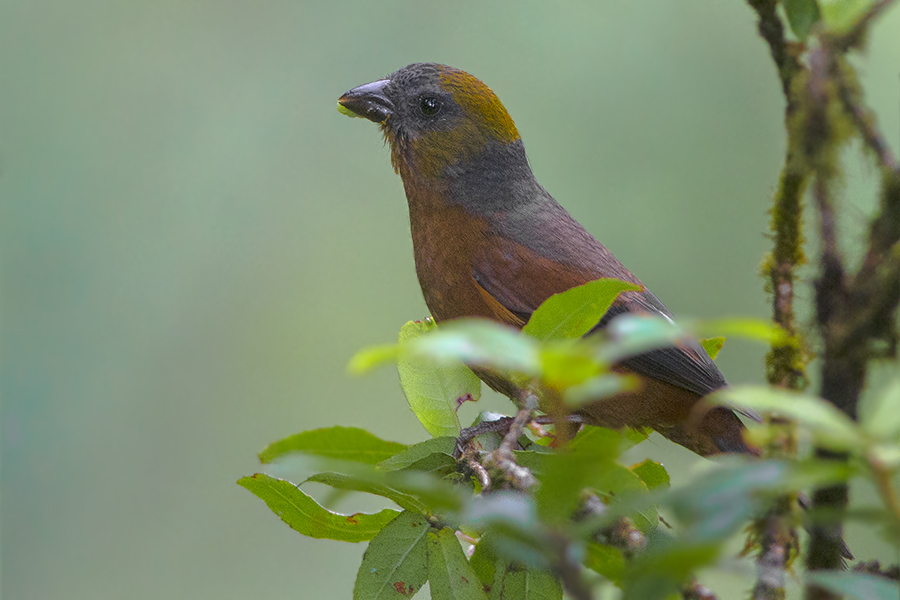
Femmina si alimenta nel Sikkim.

### Dimensioni
Misura 13–15 cm di lunghezza, per 19 g di peso.

### Aspetto
Si tratta di uccelli dall'aspetto simile a quello di un ciuffolotto, massicci e paffuti, con grossa testa e becco arrotondato e forte.
Il piumaggio presenta dimorfismo sessuale: le femmine, infatti, presentano faccia, nuca e dorso di colore grigio cenere, area ventrale di colore bruno con decise sfumature di color cannella, ali e coda dello stesso colore, ma ben più scure e tendenti al nerastro. I maschi, invece, sono quasi completamente neri, eccezion fatta per la groppa (che è bianca): in ambedue i sessi è presente una caratteristica area di colore giallo-dorato sulla nuca (che frutta loro il nome comune), di colore più brillante nei maschi e più tendente all'ocra nelle femmine, che presentano anche la groppa di tale colore. In ambedue i sessi il becco e le zampe sono nerastri, mentre gli occhi sono di colore bruno scuro.

## Biologia

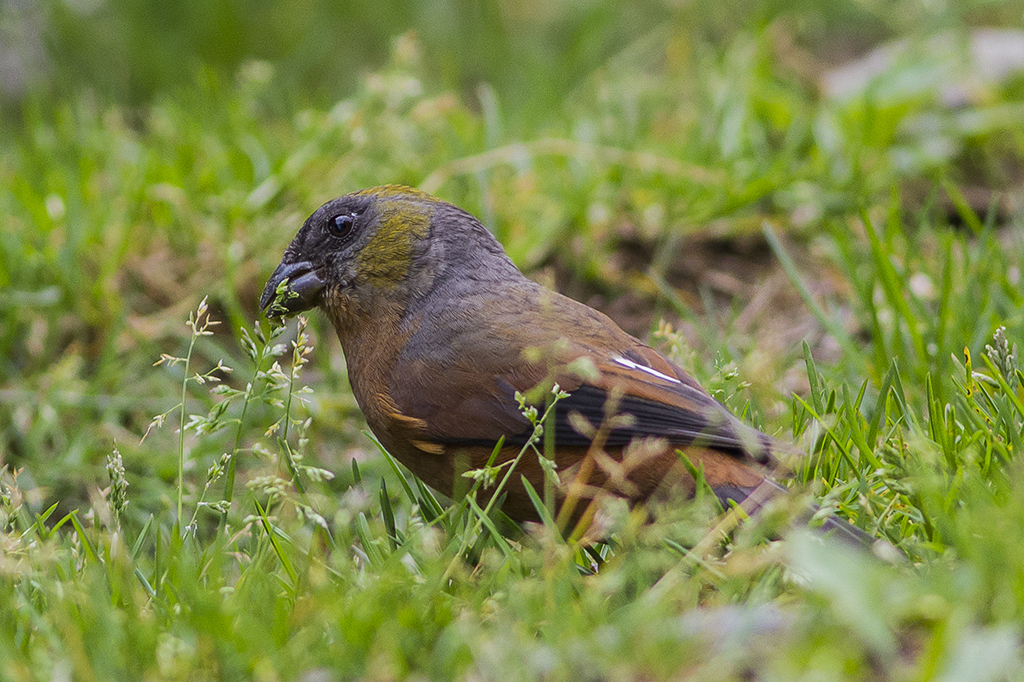
Femmina si nutre al suolo in natura.

Questi uccelli hanno abitudini diurne e tendono a spostarsi in coppie o in piccoli gruppi, passando la maggior parte della giornata alla ricerca di cibo al suolo o fra i rami bassi e i cespugli, tenendosi in contatto mediante continui richiami.

### Alimentazione
Il ciuffolotto nucadorata è un uccello granivoro, che basa la propria dieta sui semi che raccoglie al suolo o nei pressi di esso, ma nutrendosi anche di germogli, bacche ed occasionalmente anche di insetti ed altri piccoli invertebrati.

### Riproduzione
La riproduzione di questi uccelli non è ancora stata osservata: gli unici dati disponibili sono le osservazioni di esemplari intenti a trasportare materiale per il nido in marzo. Tuttavia, si pensa che la riproduzione del ciuffolotto nucadorata non differisca significativamente, per modalità e tempistica, da quella di altre specie affini.

## Distribuzione e habitat
Questi uccelli occupano una zona che comprende le pendici sud-orientali della catena dell'Himalaya (dal Nepal occidentale al confine orientale fra India e Tibet) e si spinge a est nella Cina meridionale (zona di confine occidentale fra Sichuan  e Yunnan) e in Birmania nord-orientale.
L'habitat di questi uccelli è rappresentato dalle foreste a prevalenza di rododendro e dai querceti submontani con abbondanza di sottobosco.